# Grand Prix-wegrace van Zweden

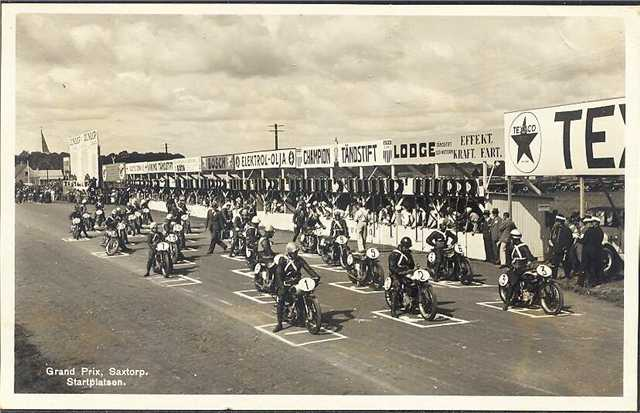
Vooroorlogse foto van een start op het circuit van Saxtorp

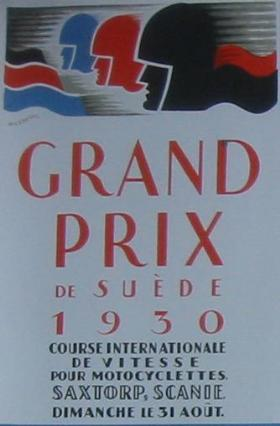
Poster voor de Grote Prijs van Zweden in 1930

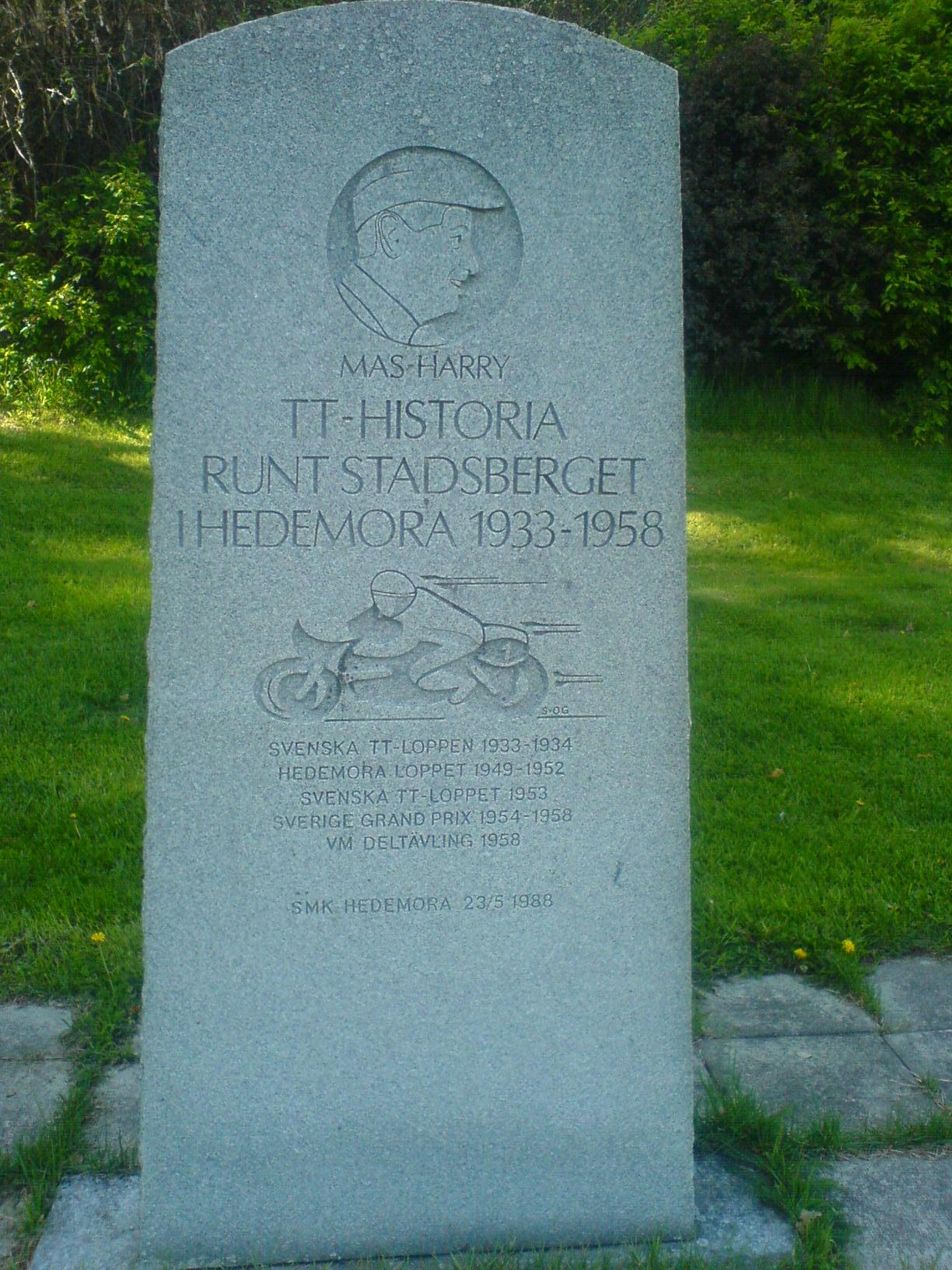
Gedenksteen in Hedemora

De Grand Prix van Zweden voor motorfietsen was een wegrace die van 1930 tot 1990 42 keer werd georganiseerd. Van het seizoen 1958 tot en met het seizoen 1990 maakte deze Grand Prix deel uit van het wereldkampioenschap wegrace.

## Geschiedenis
De Grote Prijs van Zweden werd voor het eerst in 1930 in Saxtorp georganiseerd. In 1933 vormde ze de race voor het Europees kampioenschap wegrace, dat in die tijd nog een eendagswedstrijd was.
In 1939 bestond het Europees kampioenschap al uit meerdere wedstrijden, waar de Grand Prix van Zweden er een van was.
Na de Tweede Wereldoorlog vond de eerste Grand Prix van Zweden in 1949 plaats, op het stratencircuit van Jönköping. Van 1950 tot 1958 reed men op het Hedemora TT Circuit. Tussen 1949 en 1953 heette de race dan ook de "TT van Zweden", maar vanaf het seizoen 1954 mocht de naam "Tourist Trophy" (TT) alleen gevoerd worden door de Isle of Man TT en de TT van Assen en daarom veranderde de naam weer in "Grand Prix". 
In het seizoen 1958 kreeg de Grand Prix van Zweden haar WK-status. In 1959 en 1961 reed men op de Råbelövsbanan in Kristianstad omdat er in Hedemora een aantal ernstige ongelukken waren gebeurd. In 1960 en van 1962 tot 1969 werd de Grand Prix van Zweden niet georganiseerd. 
Toen men in het seizoen 1971 weer WK-status kreeg, behield de Zweedse Grand Prix deze tot het seizoen 1990. Alleen in 1980 viel de race door financiële problemen uit. De Grand Prix werd nu gehouden op de Scandinavian Raceway bij Anderstorp, met uitzondering van 1978 en 1979, toen men in het Karlskoga Motorstadion in Karlskoga reed. In 1973 en 1975 werden er naast de WK-races ook wedstrijden om de 750 cc Prijs van de FIM gehouden. 

## Statistiek van de Grand Prix van Zweden

### Van 1930 tot 1939
(gekleurde achtergrond = in het kader van het Europees kampioenschap wegrace)
| Jaar | Circuit | Klasse      | Winnaar                           |
| ---- | ------- | ----------- | --------------------------------- |
| 1930 | Saxtorp | 250 cc      | Erik Bohlin (NV)                  |
| 1930 | Saxtorp | 350 cc      | Tore Oscarsson (Velocette)        |
| 1930 | Saxtorp | 500 cc      | Jimmie Simpson (Norton)           |
|      |         |             |                                   |
| 1931 | Saxtorp | 250 cc      | Leo Davenport (Rudge)             |
| 1931 | Saxtorp | 350 cc      | Hans Torell (AJS)                 |
| 1931 | Saxtorp | 500 cc      | Jimmie Simpson (Norton)           |
|      |         |             |                                   |
| 1932 | Saxtorp | 250 cc      | I. Kröyer-Christensen (Excelsior) |
| 1932 | Saxtorp | 350 cc      | Eduardo Self (Velocette)          |
| 1932 | Saxtorp | 500 cc      | Ragnar Sunnqvist (Husqvarna)      |
|      |         |             |                                   |
| 1933 | Saxtorp | 250 cc      | Charlie Dodson (New Imperial)     |
| 1933 | Saxtorp | 350 cc      | Jimmie Simpson (Norton)           |
| 1933 | Saxtorp | 500 cc      | Gunnar Kalén (Husqvarna)          |
|      |         |             |                                   |
| 1934 | Saxtorp | 250 cc      | Svend-Aage Sørensen (Excelsior)   |
| 1934 | Saxtorp | 350 cc      | Ted Mellors (Velocette)           |
| 1934 | Saxtorp | 500 cc      | Ragnar Sunnqvist (Husqvarna)      |
|      |         |             |                                   |
| 1935 | Saxtorp | 250 cc      | Walfried Winkler (DKW)            |
| 1935 | Saxtorp | 350 cc      | Hans Richnow (Rudge)              |
| 1935 | Saxtorp | 500 cc      | Stanley Woods (Husqvarna)         |
|      |         |             |                                   |
| 1936 | Saxtorp | 250 cc      | Walfried Winkler (DKW)            |
| 1936 | Saxtorp | 350 cc      | Freddie Frith (Norton)            |
| 1936 | Saxtorp | 500 cc      | Otto Ley (BMW)                    |
|      |         |             |                                   |
| 1937 | Saxtorp | 250 cc      | Walfried Winkler (DKW)            |
| 1937 | Saxtorp | 350 cc      | Ted Mellors (Velocette)           |
| 1937 | Saxtorp | 500 cc      | Otto Ley (BMW)                    |
|      |         |             |                                   |
| 1938 | Saxtorp | geannuleerd | geannuleerd                       |
|      |         |             |                                   |
| 1939 | Saxtorp | 250 cc      | Ewald Kluge (DKW)                 |
| 1939 | Saxtorp | 350 cc      | Heiner Fleischmann (DKW)          |
| 1939 | Saxtorp | 500 cc      | Dorino Serafini (Gilera)          |

### Van 1949 tot 1957
| Jaar | Circuit   | Klasse     | Winnaar                       |
| ---- | --------- | ---------- | ----------------------------- |
| 1949 | Jönköping | 350 cc     | Kjell Bakke (Velocette)       |
| 1949 | Jönköping | 500 cc     | B. Ringborg (Ariel)           |
|      |           |            |                               |
| 1950 | Hedemora  | 125–175 cc | Henry Bohlin (Puch)           |
| 1950 | Hedemora  | 350 cc     | Svend-Aage Sørensen (Norton)  |
| 1950 | Hedemora  | 500 cc     | Svend-Aage Sørensen (Norton)  |
|      |           |            |                               |
| 1951 | Hedemora  | 125–175 cc | Henry Bohlin (Puch)           |
| 1951 | Hedemora  | 350 cc     | Hasse Danielsson (AJS)        |
| 1951 | Hedemora  | 500 cc     | Svend-Aage Sørensen (Norton)  |
|      |           |            |                               |
| 1952 | Hedemora  | 125–175 cc | Jerker Ström (Velocette)      |
| 1952 | Hedemora  | 350 cc     | Ken Kavanagh (Norton)         |
| 1952 | Hedemora  | 500 cc     | Ken Kavanagh (Norton)         |
|      |           |            |                               |
| 1953 | Hedemora  | 125 cc     | Kurt Niklasson (Mondial)      |
| 1953 | Hedemora  | 350 cc     | Karl Hofmann (DKW)            |
| 1953 | Hedemora  | 500 cc     | Ken Kavanagh (Norton)         |
| 1953 | Hedemora  | Zijspannen | Otto Schmid/ Otto Kölle (BMW) |
|      |           |            |                               |
| 1954 | Hedemora  | 125 cc     | Václav Parus (ČZ)             |
| 1954 | Hedemora  | 350 cc     | Ray Amm (Norton)              |
| 1954 | Hedemora  | 500 cc     | Rod Coleman (AJS)             |
|      |           |            |                               |
| 1955 | Hedemora  | 125 cc     | Tarquinio Provini (Mondial)   |
| 1955 | Hedemora  | 350 cc     | John Hartle (Norton)          |
| 1955 | Hedemora  | 500 cc     | Geoff Duke (Gilera)           |
|      |           |            |                               |
| 1956 | Hedemora  | 125 cc     | Gianni Degli Antoni (Ducati)  |
| 1956 | Hedemora  | 350 cc     | Keith Campbell (Norton)       |
| 1956 | Hedemora  | 500 cc     | Geoff Duke (Gilera)           |
|      |           |            |                               |
| 1957 | Hedemora  | 125 cc     | Rune Aaltonen (Ducati)        |
| 1957 | Hedemora  | 250 cc     | John Hartle (MV Agusta)       |
| 1957 | Hedemora  | 350 cc     | Keith Campbell (Moto Guzzi)   |
| 1957 | Hedemora  | 500 cc     | Keith Campbell (Moto Guzzi)   |

### Van 1958 tot 1972
(gekleurde achtergrond = geen WK-races)
| Jaar | Circuit      | Klasse     | 1e                                       | 2e                          | 3e                               | Snelste ronde                 |  |
| ---- | ------------ | ---------- | ---------------------------------------- | --------------------------- | -------------------------------- | ----------------------------- |  |
| 1958 | Hedemora     | 125 cc     | Alberto Gandossi (Ducati)                | Luigi Taveri (Ducati)       | Carlo Ubbiali (MV Agusta)        | Luigi Taveri (Ducati)         |  |
| 1958 | Hedemora     | 250 cc     | Horst Fügner (MZ)                        | Mike Hailwood (NSU)         | Geoff Monty (GMS)                | Tarquinio Provini (MV Agusta) |  |
| 1958 | Hedemora     | 350 cc     | Geoff Duke (Norton)                      | Bob Anderson (Norton)       | Mike Hailwood (Norton)           | Bob Anderson (Norton)         |  |
| 1958 | Hedemora     | 500 cc     | Geoff Duke (Norton)                      | Dickie Dale (BMW)           | Terry Shepherd (Norton)          | Geoff Duke (Norton)           |  |
|      |              |            |                                          |                             |                                  |                               |  |
| 1959 | Kristianstad | 125 cc     | Tarquinio Provini (MV Agusta)            | Carlo Ubbiali (MV Agusta)   | DDR Werner Musiol (MZ)           | Carlo Ubbiali (MV Agusta)     |  |
| 1959 | Kristianstad | 250 cc     | Gary Hocking (MZ)                        | Carlo Ubbiali (MV Agusta)   | Geoff Duke (Benelli)             | Gary Hocking (MZ)             |  |
| 1959 | Kristianstad | 350 cc     | John Surtees (MV Agusta)                 | John Hartle (MV Agusta)     | Bob Brown (Norton)               | John Surtees (MV Agusta)      |  |
|      |              |            |                                          |                             |                                  |                               |  |
| 1961 | Kristianstad | 125 cc     | Luigi Taveri (Honda)                     | Kunimitsu Takahashi (Honda) | Jim Redman (Honda)               | Luigi Taveri (Honda)          |  |
| 1961 | Kristianstad | 250 cc     | Mike Hailwood (Honda)                    | Luigi Taveri (Honda)        | Kunimitsu Takahashi (Honda)      | Jim Redman (Honda)            |  |
| 1961 | Kristianstad | 350 cc     | František Šťastný (Jawa)                 | Gustav Havel (Jawa)         | Tommy Robb (AJS)                 | Gary Hocking (MV Agusta)      |  |
| 1961 | Kristianstad | 500 cc     | Gary Hocking (MV Agusta)                 | Mike Hailwood (MV Agusta)   | Frank Perris (Norton)            | Gary Hocking (MV Agusta)      |  |
|      |              |            |                                          |                             |                                  |                               |  |
| 1970 | Anderstorp   | 250 cc     | Kent Andersson (Yamaha)                  | Onbekend                    | Onbekend                         | Onbekend                      |  |
| 1970 | Anderstorp   | 350 cc     | Kent Andersson (Yamaha)                  | Onbekend                    | Onbekend                         | Onbekend                      |  |
| 1970 | Anderstorp   | 500 cc     | Sven-Olof Gunnarsson (Kawasaki)          | Onbekend                    | Onbekend                         | Onbekend                      |  |
| 1970 | Anderstorp   | Zijspannen | Georg Auerbacher/ Hermann Hahn(BMW)      | Onbekend                    | Onbekend                         | Onbekend                      |  |
|      |              |            |                                          |                             |                                  |                               |  |
| 1971 | Anderstorp   | 50 cc      | Ángel Nieto (Derbi)                      | Gilberto Parlotti (Derbi)   | Jan de Vries (Van Veen-Kreidler) | Ángel Nieto (Derbi)           |  |
| 1971 | Anderstorp   | 125 cc     | Barry Sheene (Suzuki)                    | Börje Jansson (Maico)       | Kent Andersson (Yamaha)          | Ángel Nieto (Derbi)           |  |
| 1971 | Anderstorp   | 250 cc     | Rodney Gould (Yamaha)                    | John Dodds (Yamaha)         | Dieter Braun (Yamaha)            | Jarno Saarinen (Yamaha)       |  |
| 1971 | Anderstorp   | 350 cc     | Giacomo Agostini (MV Agusta)             | Paul Smart (Yamaha)         | Jarno Saarinen (Yamaha)          | Giacomo Agostini (MV Agusta)  |  |
| 1971 | Anderstorp   | 500 cc     | Giacomo Agostini (MV Agusta)             | Keith Turner (Suzuki )      | Tommy Robb (Seeley)              | Giacomo Agostini (MV Agusta)  |  |
| 1971 | Anderstorp   | Zijspannen | Heinz Luthringshauser/ Aga Neumann (BMW) | Onbekend                    | Onbekend                         | Onbekend                      |  |
|      |              |            |                                          |                             |                                  |                               |  |
| 1972 | Anderstorp   | 50 cc      | Jan de Vries (Van Veen-Kreidler)         | Theo Timmer (Jamathi)       | Juan Parés March (Derbi)         | Ángel Nieto (Derbi)           |  |
| 1972 | Anderstorp   | 125 cc     | Ángel Nieto (Derbi)                      | Kent Andersson (Yamaha)     | Chas Mortimer (Yamaha)           | Ángel Nieto (Derbi)           |  |
| 1972 | Anderstorp   | 250 cc     | Rodney Gould (Yamaha)                    | Jarno Saarinen (Yamaha)     | Renzo Pasolini (Aermacchi)       | Jarno Saarinen (Yamaha)       |  |
| 1972 | Anderstorp   | 350 cc     | Giacomo Agostini (MV Agusta)             | Phil Read (MV Agusta)       | Jarno Saarinen (Yamaha)          | Jarno Saarinen (Yamaha)       |  |
| 1972 | Anderstorp   | 500 cc     | Giacomo Agostini (MV Agusta)             | Rodney Gould (Yamaha)       | Bo Granath (Husqvarna)           | Giacomo Agostini (MV Agusta)  |  |
| 1972 | Anderstorp   | Zijspannen | Eric von Post/ Hampus von Post (Honda)   | Onbekend                    | Onbekend                         | Onbekend                      |  |

### Van 1973 tot 1990
(gekleurde achtergrond = geen WK-races)
| Jaar | Circuit    | Klasse           | 1e                                              | 2e                                              | 3e                                              | Poleposition                                 | Snelste ronde                                |
| ---- | ---------- | ---------------- | ----------------------------------------------- | ----------------------------------------------- | ----------------------------------------------- | -------------------------------------------- | -------------------------------------------- |
| 1973 | Anderstorp | 50 cc            | Henk van Kessel (Van Veen-Kreidler)             | Herbert Rittberger (Kreidler)                   | Julien van Zeebroeck (Kreidler)                 | Henk van Kessel (Van Veen-Kreidler)          | Henk van Kessel (Van Veen-Kreidler)          |
| 1973 | Anderstorp | 125 cc           | Börje Jansson (Maico)                           | Kent Andersson (Yamaha)                         | Chas Mortimer (Yamaha)                          | Börje Jansson (Maico)                        | Börje Jansson (Maico)                        |
| 1973 | Anderstorp | 250 cc           | Dieter Braun (Yamaha)                           | Roberto Gallina (Yamaha)                        | Edu Celso-Santos (Yamaha)                       | Roberto Gallina (Yamaha)                     | Teuvo Länsivuori (Yamaha)                    |
| 1973 | Anderstorp | 350 cc           | Teuvo Länsivuori (Yamaha)                       | Giacomo Agostini (MV Agusta)                    | Phil Read (MV Agusta)                           | Teuvo Länsivuori (Yamaha)                    | Teuvo Länsivuori (Yamaha)                    |
| 1973 | Anderstorp | 500 cc           | Phil Read (MV Agusta)                           | Giacomo Agostini (MV Agusta)                    | Kim Newcombe (König)                            | Phil Read (MV Agusta)                        | Giacomo Agostini (MV Agusta)                 |
| 1973 | Anderstorp | Zijspannen       | Göte Brodin/ Wickström (Suzuki)                 | Onbekend                                        | Onbekend                                        | Onbekend                                     | Onbekend                                     |
|      |            |                  |                                                 |                                                 |                                                 |                                              |                                              |
| 1974 | Anderstorp | 50 cc            | Jan de Vries (Kreidler)                         | Bruno Kneubühler (Kreidler)                     | Theo Timmer (Jamathi)                           | Jan de Vries (Kreidler)                      | Jan de Vries (Kreidler)                      |
| 1974 | Anderstorp | 125 cc           | Kent Andersson (Yamaha)                         | Henk van Kessel (Bridgestone)                   | Bruno Kneubühler (Kreidler)                     | Kent Andersson (Yamaha)                      | Kent Andersson (Yamaha)                      |
| 1974 | Anderstorp | 250 cc           | Takazumi Katayama (Yamaha)                      | Walter Villa (Harley-Davidson)                  | Patrick Pons (Yamaha)                           | John Dodds (Yamaha)                          | Takazumi Katayama (Yamaha)                   |
| 1974 | Anderstorp | 350 cc           | Teuvo Länsivuori (Yamaha)                       | Patrick Pons (Yamaha)                           | Pentti Korhonen (Yamaha)                        | Teuvo Länsivuori (Yamaha)                    | Patrick Pons (Yamaha)                        |
| 1974 | Anderstorp | 500 cc           | Teuvo Länsivuori (Yamaha)                       | Phil Read (MV Agusta)                           | Pentti Korhonen (Yamaha)                        | Teuvo Länsivuori (Yamaha)                    | Teuvo Länsivuori (Yamaha)                    |
| 1974 | Anderstorp | Zijspannen       | Werner Schwärzel/ Karl-Heinz Kleis (König)      | Onbekend                                        | Onbekend                                        | Onbekend                                     | Onbekend                                     |
|      |            |                  |                                                 |                                                 |                                                 |                                              |                                              |
| 1975 | Anderstorp | 50 cc            | Jan de Vries (Kreidler)                         | Bruno Kneubühler (Kreidler)                     | Theo Timmer (Jamathi)                           | Jan de Vries (Kreidler)                      | Jan de Vries (Kreidler)                      |
| 1975 | Anderstorp | 125 cc           | Börje Jansson (Maico)                           | Kent Andersson (Yamaha)                         | Chas Mortimer (Yamaha)                          | Börje Jansson (Maico)                        | Börje Jansson (Maico)                        |
| 1975 | Anderstorp | 250 cc           | Takazumi Katayama (Yamaha)                      | Walter Villa (Harley-Davidson)                  | Patrick Pons (Yamaha)                           | John Dodds (Yamaha)                          | Takazumi Katayama (Yamaha)                   |
| 1975 | Anderstorp | 500 cc           | Teuvo Länsivuori (Yamaha)                       | Phil Read (MV Agusta)                           | Pentti Korhonen (Yamaha)                        | Teuvo Länsivuori (Yamaha)                    | Teuvo Länsivuori (Yamaha)                    |
| 1975 | Anderstorp | Zijspannen       | Ake Carlsson/ Andersson (Yamaha)                | Onbekend                                        | Onbekend                                        | Onbekend                                     | Onbekend                                     |
|      |            |                  |                                                 |                                                 |                                                 |                                              |                                              |
| 1976 | Anderstorp | 50 cc            | Jan de Vries (Kreidler)                         | Bruno Kneubühler (Kreidler)                     | Theo Timmer (Jamathi)                           | Jan de Vries (Kreidler)                      | Jan de Vries (Kreidler)                      |
| 1976 | Anderstorp | 125 cc           | Börje Jansson (Maico)                           | Kent Andersson (Yamaha)                         | Chas Mortimer (Yamaha)                          | Börje Jansson (Maico)                        | Börje Jansson (Maico)                        |
| 1976 | Anderstorp | 250 cc           | Takazumi Katayama (Yamaha)                      | Walter Villa (Harley-Davidson)                  | Patrick Pons (Yamaha)                           | John Dodds (Yamaha)                          | Takazumi Katayama (Yamaha)                   |
| 1976 | Anderstorp | 500 cc           | Teuvo Länsivuori (Yamaha)                       | Phil Read (MV Agusta)                           | Pentti Korhonen (Yamaha)                        | Teuvo Länsivuori (Yamaha)                    | Teuvo Länsivuori (Yamaha)                    |
| 1976 | Anderstorp | Zijspannen       | Göte Brodin/ Forsberg (Suzuki)                  | Onbekend                                        | Onbekend                                        | Onbekend                                     | Onbekend                                     |
|      |            |                  |                                                 |                                                 |                                                 |                                              |                                              |
| 1977 | Anderstorp | 50 cc            | Ricardo Tormo (Bultaco)                         | Ángel Nieto (Bultaco)                           | Eugenio Lazzarini (Kreidler)                    | Eugenio Lazzarini (Kreidler)                 | Ricardo Tormo (Bultaco)                      |
| 1977 | Anderstorp | 125 cc           | Ángel Nieto (Bultaco)                           | Pier Paolo Bianchi (Morbidelli)                 | Eugenio Lazzarini (Morbidelli)                  | Pier Paolo Bianchi (Morbidelli)              | Eugenio Lazzarini (Morbidelli)               |
| 1977 | Anderstorp | 250 cc           | Mick Grant (Kawasaki)                           | Mario Lega (Morbidelli)                         | Jon Ekerold (Yamaha)                            | Mick Grant (Kawasaki)                        | Mick Grant (Kawasaki)                        |
| 1977 | Anderstorp | 350 cc           | Takazumi Katayama (Yamaha)                      | Kork Ballington (Yamaha)                        | Patrick Fernandez (Yamaha)                      | Patrick Fernandez (Yamaha)                   | Kork Ballington (Yamaha)                     |
| 1977 | Anderstorp | 500 cc           | Barry Sheene (Suzuki)                           | Johnny Cecotto (Yamaha)                         | Steve Baker (Yamaha)                            | Barry Sheene (Suzuki)                        | Barry Sheene (Suzuki)                        |
|      |            |                  |                                                 |                                                 |                                                 |                                              |                                              |
| 1978 | Karlskoga  | 125 cc           | Pier Paolo Bianchi (Minarelli)                  | Ángel Nieto (Minarelli)                         | Thierry Espié (Motobécane)                      | Pier Paolo Bianchi (Minarelli)               | Ángel Nieto (Minarelli)                      |
| 1978 | Karlskoga  | 250 cc           | Gregg Hansford (Kawasaki)                       | Kork Ballington (Kawasaki)                      | Patrick Fernandez (Yamaha)                      | Kork Ballington (Kawasaki)                   | Gregg Hansford (Kawasaki)                    |
| 1978 | Karlskoga  | 350 cc           | Gregg Hansford (Kawasaki)                       | Kork Ballington (Kawasaki)                      | Takazumi Katayama (Yamaha)                      | Gregg Hansford (Kawasaki)                    | Gregg Hansford (Kawasaki)                    |
| 1978 | Karlskoga  | 500 cc           | Barry Sheene (Suzuki)                           | Wil Hartog (Suzuki)                             | Takazumi Katayama (Yamaha)                      | Johnny Cecotto (Yamaha)                      | Johnny Cecotto (Yamaha)                      |
|      |            |                  |                                                 |                                                 |                                                 |                                              |                                              |
| 1979 | Karlskoga  | 125 cc           | Pier Paolo Bianchi (Minarelli)                  | Jean-Louis Guignabodet (Morbidelli)             | Thierry Noblesse (Morbidelli)                   | Bruno Kneubühler (MBA)                       | Gert Bender (Bender)                         |
| 1979 | Karlskoga  | 250 cc           | Graziano Rossi (Morbidelli)                     | Gregg Hansford (Kawasaki)                       | Patrick Fernandez (Yamaha)                      | Gregg Hansford (Kawasaki)                    | Gregg Hansford (Kawasaki)                    |
| 1979 | Karlskoga  | 500 cc           | Barry Sheene (Suzuki)                           | Jack Middelburg (Suzuki)                        | Boet van Dulmen (Suzuki)                        | Kenny Robert (Yamaha)                        | Wil Hartog (Suzuki)                          |
| 1979 | Karlskoga  | Zijspannen (B2A) | Jock Taylor/ Benga Johansson (Windle-Yamaha)    | Werner Schwärzel/ Andreas Huber (Yamaha)        | Rolf Biland/ Kurt Waltisperg (Schmid-Yamaha)    | Rolf Biland/ Kurt Waltisperg (Schmid-Yamaha) | Rolf Biland/ Kurt Waltisperg (Schmid-Yamaha) |
|      |            |                  |                                                 |                                                 |                                                 |                                              |                                              |
| 1981 | Anderstorp | 125 cc           | Ricardo Tormo (Sanvenero)                       | Guy Bertin (Sanvenero)                          | Iván Palazzese (MBA)                            | Pier Paolo Bianchi (MBA)                     | Hugo Vignetti (MBA)                          |
| 1981 | Anderstorp | 250 cc           | Toni Mang (Kawasaki)                            | Roland Freymond (Ad Maiora)                     | Jean-François Baldé (Kawasaki)                  | Toni Mang (Kawasaki)                         | Toni Mang (Kawasaki)                         |
| 1981 | Anderstorp | 500 cc           | Barry Sheene (Yamaha)                           | Boet van Dulmen (Yamaha)                        | Jack Middelburg (Suzuki)                        | Barry Sheene (Yamaha)                        | Barry Sheene (Yamaha)                        |
| 1981 | Anderstorp | Zijspannen       | Rolf Biland/ Kurt Waltisperg (LCR-Yamaha)       | Alain Michel/ Michael Burkhard (Seymaz-Yamaha)  | Jock Taylor/ Benga Johansson (Fowler-Yamaha)    | Rolf Biland/ Kurt Waltisperg (LCR-Yamaha)    | Rolf Biland/ Kurt Waltisperg (LCR-Yamaha)    |
|      |            |                  |                                                 |                                                 |                                                 |                                              |                                              |
| 1982 | Anderstorp | 125 cc           | Iván Palazzese (MBA)                            | Eugenio Lazzarini (Garelli)                     | August Auinger (Bartol-MBA)                     | Ricardo Tormo (Sanvenero)                    | Eugenio Lazzarini (Garelli)                  |
| 1982 | Anderstorp | 250 cc           | Roland Freymond (MBA)                           | Toni Mang (Kawasaki)                            | Jean-François Baldé (Kawasaki)                  | Christian Estrosi (Pernod)                   | Roland Freymond (MBA)                        |
| 1982 | Anderstorp | 500 cc           | Takazumi Katayama (Honda)                       | Randy Mamola (Suzuki)                           | Graeme Crosby (Yamaha)                          | Freddie Spencer (Honda)                      | Randy Mamola (Suzuki)                        |
| 1982 | Anderstorp | Zijspannen       | Rolf Biland/ Kurt Waltisperg (LCR-Yamaha)       | Werner Schwärzel/ Andreas Huber (Seymaz-Yamaha) | Jock Taylor/ Benga Johansson (Windle-Yamaha)    | Rolf Biland/ Kurt Waltisperg (LCR-Yamaha)    | Rolf Biland/ Kurt Waltisperg (LCR-Yamaha)    |
|      |            |                  |                                                 |                                                 |                                                 |                                              |                                              |
| 1983 | Anderstorp | 125 cc           | Bruno Kneubühler (MBA)                          | Fausto Gresini (Garelli)                        | August Auinger (MBA)                            | Ricardo Tormo (MBA)                          | Ricardo Tormo (MBA)                          |
| 1983 | Anderstorp | 250 cc           | Christian Sarron (Yamaha)                       | Hervé Guilleux (Kawasaki)                       | Carlos Lavado (Yamaha)                          | Didier de Radiguès (Chevallier-Yamaha)       | Iván Palazzese (Yamaha)                      |
| 1983 | Anderstorp | 500 cc           | Freddie Spencer (Honda)                         | Kenny Robert (Yamaha)                           | Takazumi Katayama (Honda)                       | Freddie Spencer (Honda)                      | Kenny Robert (Yamaha)                        |
| 1983 | Anderstorp | Zijspannen       | Rolf Biland/ Kurt Waltisperg (LCR-Yamaha)       | Egbert Streuer/ Bernard Schnieders (LCR-Yamaha) | Werner Schwärzel/ Andreas Huber (Seymaz-Yamaha) | Rolf Biland/ Kurt Waltisperg (LCR-Yamaha)    | Rolf Biland/ Kurt Waltisperg (LCR-Yamaha)    |
|      |            |                  |                                                 |                                                 |                                                 |                                              |                                              |
| 1984 | Anderstorp | 125 cc           | Fausto Gresini (MBA-Garelli)                    | August Auinger (MBA)                            | Eugenio Lazzarini (Garelli)                     | Jean-Claude Selini (MBA)                     | Fausto Gresini (MBA-Garelli)                 |
| 1984 | Anderstorp | 250 cc           | Manfred Herweh (Real-Rotax)                     | Christian Sarron (Yamaha)                       | Jacques Cornu (Yamaha)                          | Manfred Herweh (Real-Rotax)                  | Toni Mang (Yamaha)                           |
| 1984 | Anderstorp | 500 cc           | Eddie Lawson (Yamaha)                           | Raymond Roche (Honda)                           | Wayne Gardner (Honda)                           | Ron Haslam (Honda)                           | Eddie Lawson (Yamaha)                        |
| 1984 | Anderstorp | Zijspannen       | Rolf Biland/ Kurt Waltisperg (LCR-Yamaha)       | Werner Schwärzel/ Andreas Huber (LCR-Yamaha)    | Alain Michel/ Jean-Marc Fresc (LCR-Yamaha)      | Rolf Biland/ Kurt Waltisperg (LCR-Yamaha)    | Rolf Biland/ Kurt Waltisperg (LCR-Yamaha)    |
|      |            |                  |                                                 |                                                 |                                                 |                                              |                                              |
| 1985 | Anderstorp | 125 cc           | August Auinger (MBA)                            | Pier Paolo Bianchi (MBA)                        | Fausto Gresini (Garelli)                        | Fausto Gresini (Garelli)                     | Ezio Gianola (Garelli)                       |
| 1985 | Anderstorp | 250 cc           | Toni Mang (Honda)                               | Carlos Lavado (Yamaha)                          | Fausto Ricci (Honda)                            | Carlos Lavado (Yamaha)                       | Toni Mang (Honda)                            |
| 1985 | Anderstorp | 500 cc           | Freddie Spencer (Honda)                         | Eddie Lawson (Yamaha)                           | Ron Haslam (Honda)                              | Freddie Spencer (Honda)                      | Freddie Spencer (Honda)                      |
| 1985 | Anderstorp | Zijspannen       | Egbert Streuer/ Bernard Schnieders (LCR-Yamaha) | Werner Schwärzel/ Fritz Buck (LCR-Yamaha)       | Steve Webster/ Tony Hewitt (LCR-Yamaha)         | Rolf Biland/ Kurt Waltisperg (LCR-Krauser)   | Rolf Biland/ Kurt Waltisperg (LCR-Krauser)   |
|      |            |                  |                                                 |                                                 |                                                 |                                              |                                              |
| 1986 | Anderstorp | 125 cc           | Fausto Gresini (Garelli)                        | Luca Cadalora (Garelli)                         | Domenico Brigaglia (Ducados-MBA)                | August Auinger (MBA)                         | Luca Cadalora (Garelli)                      |
| 1986 | Anderstorp | 250 cc           | Carlos Lavado (Yamaha)                          | Sito Pons (Honda)                               | Jean-François Baldé (Honda)                     | Martin Wimmer (Yamaha)                       | Sito Pons (Honda)                            |
| 1986 | Anderstorp | 500 cc           | Eddie Lawson (Yamaha)                           | Wayne Gardner (Honda)                           | Mike Baldwin (Yamaha)                           | Wayne Gardner (Honda)                        | Eddie Lawson (Yamaha)                        |
| 1986 | Anderstorp | Zijspannen       | Alain Michel/ Jean-Marc Fresc (LCR-Yamaha)      | Markus Egloff/ Urs Egloff (LCR-Yamaha)          | Derek Bayley/ Brian Nixon (LCR-Yamaha)          | Rolf Biland/ Kurt Waltisperg (LCR-Krauser)   | Steve Webster/ Tony Hewitt (LCR-Yamaha)      |
|      |            |                  |                                                 |                                                 |                                                 |                                              |                                              |
| 1987 | Anderstorp | 125 cc           | Fausto Gresini (Garelli)                        | Bruno Casanova (Garelli)                        | Domenico Brigaglia (LCR-MBA)                    | Fausto Gresini (Garelli)                     | Fausto Gresini (Garelli)                     |
| 1987 | Anderstorp | 250 cc           | Toni Mang (Honda)                               | Luca Cadalora (Yamaha)                          | Loris Reggiani (Aprilia-Rotax)                  | Luca Cadalora (Yamaha)                       | Carlos Lavado (Yamaha)                       |
| 1987 | Anderstorp | 500 cc           | Wayne Gardner (Honda)                           | Eddie Lawson (Yamaha)                           | Randy Mamola (Yamaha)                           | Wayne Gardner (Honda)                        | Wayne Gardner (Honda)                        |
| 1987 | Anderstorp | Zijspannen       | Rolf Biland/ Kurt Waltisperg (LCR-Krauser)      | Steve Webster/ Tony Hewitt (LCR-Krauser)        | Alain Michel/ Jean-Marc Fresc (LCR-Krauser)     | Steve Webster/ Tony Hewitt (LCR-Krauser)     | Rolf Biland/ Kurt Waltisperg (LCR-Krauser)   |
|      |            |                  |                                                 |                                                 |                                                 |                                              |                                              |
| 1988 | Anderstorp | 125 cc           | Jorge Martínez (Derbi)                          | Ezio Gianola (Honda)                            | Julián Miralles (Honda)                         | Jorge Martínez (Derbi)                       | Jorge Martínez (Derbi)                       |
| 1988 | Anderstorp | 250 cc           | Sito Pons (Honda)                               | Juan Garriga (Yamaha)                           | Dominique Sarron (Honda)                        | Luca Cadalora (Yamaha)                       | Reinhold Roth (Honda)                        |
| 1988 | Anderstorp | 500 cc           | Eddie Lawson (Yamaha)                           | Wayne Gardner (Honda)                           | Christian Sarron (Yamaha)                       | Eddie Lawson (Yamaha)                        | Eddie Lawson (Yamaha)                        |
| 1988 | Anderstorp | Zijspannen       | Steve Webster/ Tony Hewitt (LCR-Krauser)        | Rolf Biland/ Kurt Waltisperg (LCR-Krauser)      | Egbert Streuer/ Bernard Schnieders (LCR-Yamaha) | Steve Webster/ Tony Hewitt (LCR-Krauser)     | Rolf Biland/ Kurt Waltisperg (LCR-Krauser)   |
|      |            |                  |                                                 |                                                 |                                                 |                                              |                                              |
| 1989 | Anderstorp | 125 cc           | Àlex Crivillé (JJ Cobas-Rotax)                  | Hans Spaan (Honda)                              | Kohji Takada (Honda)                            | Àlex Crivillé (JJ Cobas-Rotax)               | Àlex Crivillé (JJ Cobas-Rotax)               |
| 1989 | Anderstorp | 250 cc           | Sito Pons (Honda)                               | Reinhold Roth (Honda)                           | Jacques Cornu (Honda)                           | Carlos Cardús (Honda)                        | Sito Pons (Honda)                            |
| 1989 | Anderstorp | 500 cc           | Eddie Lawson (Honda)                            | Christian Sarron (Yamaha)                       | Wayne Gardner (Honda)                           | Wayne Rainey (Yamaha)                        | Christian Sarron (Yamaha)                    |
| 1989 | Anderstorp | Zijspannen       | Rolf Biland/ Kurt Waltisperg (LCR-Krauser)      | Alain Michel/ Jean-Marc Fresc (LCR-Krauser)     | Steve Webster/ Tony Hewitt (LCR-Krauser)        | Steve Webster/ Tony Hewitt (LCR-Krauser)     | Alain Michel/ Jean-Marc Fresc (LCR-Krauser)  |
|      |            |                  |                                                 |                                                 |                                                 |                                              |                                              |
| 1990 | Anderstorp | 125 cc           | Hans Spaan (Honda)                              | Alessandro Gramigni (Aprilia)                   | Doriano Romboni (Honda)                         | Stefan Prein (Honda)                         | Stefan Prein (Honda)                         |
| 1990 | Anderstorp | 250 cc           | Carlos Cardús (Honda)                           | John Kocinski (Yamaha)                          | Masahiro Shimizu (Honda)                        | John Kocinski (Yamaha)                       | John Kocinski (Yamaha)                       |
| 1990 | Anderstorp | 500 cc           | Wayne Rainey (Yamaha)                           | Eddie Lawson (Yamaha)                           | Wayne Gardner (Honda)                           | Kevin Schwantz (Suzuki)                      | Wayne Rainey (Yamaha)                        |
| 1990 | Anderstorp | Zijspannen       | Alain Michel/ Simon Birchall (LCR-Krauser)      | Egbert Streuer/ Geral de Haas (LCR-Yamaha)      | Rolf Biland/ Kurt Waltisperg (LCR-Krauser)      | Alain Michel/ Simon Birchall (LCR-Krauser)   | Egbert Streuer/ Geral de Haas (LCR-Yamaha)   |

1930 · 1931 · 1932 · 1933 · 1934 · 1935 · 1936 · 1937 · 1939 · 1949 · 1950 · 1951 · 1952 · 1953 · 1954 · 1955 · 1956 · 1957 · 1958 · 1959 · 1961 · 1970 · 1971 · 1972 · 1973 · 1974 · 1975 · 1976 · 1977 · 1978 · 1979 · 1981 · 1982 · 1983 · 1984 · 1985 · 1986 · 1987 · 1988 · 1989 · 1990